# 張敬龍
張敬龍（1989年10月7日—）是水上飛機（香港）航空創辦人，歷來首位奪得愛丁堡公爵菲利普親王飛行大獎的香港飛行員，德國漢莎航空公司集團首位華人飛機師。2015年英國大選沃爾瑟姆斯托 (英國國會選區)國會議員候選人。

2012年夏季奧林匹克運動會的奧運火炬手和奧運大使，及是2009年歐洲議會選舉 中，最年輕的候選人。 他曾參選之倫敦選區，有八個議席。

## 背景
張敬龍出生於香港，在粉嶺長大。十一歲時隨同父母移民英國。 他的父親是香港人，母親是菲律賓人。 他能操英語、粵語、普通話及菲律賓語。

## 倫敦奧運
在奧運期間張敬龍出任奧運村市長，在這段時間內多次被邀請成為電視評論員和節目主持人，其中包括與郭晶晶在中央電視台拍攝奧運特別節目，TVB東張西望。在葉詩文被質疑服用禁藥的爭議上，在英國主流媒體ITV及BBC公開評論和維護中國國家隊。

## 公職及獎項
張敬龍是2009年戴安娜王妃纪念奖 （页面存档备份，存于）得主，亦是倫敦2012奧運大使（韋特咸森林區）。 他是英國華人參政計劃成員。亦是倫敦國際廣播電台及SW1電台的DJ。 。張敬龍被媒體評為2009年備受矚目的華人,在2009年各領域表現傑出、為人類社會作出傑出貢獻的炎黃子孫。
2010年6月22日至28日，英國青年大使張敬龍連同6位來自英國不同地區的青年大使，獲加拿大政府及英國政府選定代表英國出席八國集團，20國集團高峰會議以及My Summit 2010 (G8/G20國際青年首腦會議)。這也是英國首相卡梅倫上台後首次出席的國際峰會。
2012年五月張敬龍被英國駐香港總領事館邀請，成為「非凡英國」國家形象大使。向全世界推廣展現英國是營商、投資、旅遊與升學的最優秀地方。

## 外部連結
- Steven Cheung's Official Website （页面存档备份，存于）
- Steven Cheung's Twitter Update （页面存档备份，存于）